# TOPPERSプロジェクト
TOPPERSプロジェクトは、ITRON仕様の技術開発成果を出発点として、組込みシステム構築の基盤となる各種のソフトウェアを開発し、良質なオープンソースソフトウェアとして公開することで、組込みシステム技術と産業の振興を図ることを目的とした特定非営利活動法人である。また、教育コースや教材の開発と、それを用いた教育の場を提供するなどの活動を通じて、組込みシステム技術者の育成に貢献することも目的としている。
TOPPERSは、Toyohashi Open Platform for Embedded Real-time Systemsの略であり、トッパーズと読む。
TOPPERSプロジェクトから公開されている組込みシステム向けリアルタイムカーネル(リアルタイムOS)およびソフトウェア部品群を、TOPPERS、TOPPERSカーネル(TOPPERS OS)、TOPPERSソフトウェア等と呼ぶことがある。

## 概要
高田広章教授（名古屋大学）が豊橋技術科学大学在職中に研究室の学生とともに開発した、μITRONカーネルのソースコードの公開がTOPPERSプロジェクトの発端である。その後、多くの教育機関、公的機関、企業、および個人の協力を得て成長を続け、2003年には特定非営利活動法人として再編成した。
μITRON仕様による成果物が出発点であったことから、TRON陣営と見なされることがある。しかし、TOPPERSプロジェクトの成果にはμITRON仕様とは違う，ISOによる国際規格となったOSEK/VDX仕様に準拠したカーネル(TOPPERS/ATK1)やAUTOSAR仕様に準拠したソフトウェアも公開している。TRON系という括りはインタフェースの関連性という視点以外には技術的な意味がない。
- 2012年、第8回日本OSS奨励賞を受賞した[2]。
- 2014年、第12回産学官連携功労者表彰において、科学技術政策担当大臣賞を受賞した[3]。